# گلتندورف
گلتندورف (به آلمانی: Geltendorf) یک شهر در آلمان است که در بایرن واقع شده‌است.

## خصوصیات
گلتندورف ۳۴٫۸۱ کیلومترمربع مساحت دارد ۶۰۳ متر بالاتر از سطح دریا واقع شده‌است.

## خواهرخوانده
شهر Schaidt خواهرخواندهٔ گلتندورف هست.